# Matando Güeros
Matando Güeros è il primo album del gruppo musicale Brujeria.

## Il disco
Le tematiche parlano soprattutto dell'uccisione di americani (maggiormente bianchi) e dell'attraversamento della frontiera.
"Güero" è un termine gergale in spagnolo messicano usato per definire una persona di pelle bianca o bionda, spesso utilizzata come spregiativo.
Questo album è stato censurato in molti paesi per i suoi contenuti e la copertina, che mostra la testa di un uomo decapitato in un incidente.
Le canzoni dalla 16 alla 19 sono prese dal singolo Machetazos.
Matando Güeros è una delle canzoni della colonna sonora di Gummo.

## Tracce
1. Pura de Venta – 0:41
2. Leyes Narcos – 1:09
3. Sacrificio – 1:16
4. Santa Lucía – 0:43
5. Matando Güeros – 2:24
6. Seis Seis Seis – 1:19
7. Cruza la Frontera – 1:44
8. Grenudos Locos – 1:27
9. Chingo de Mecos – 1:16
10. Narcos Satánicos – 1:50
11. Desperado – 2:41
12. Culeros – 0:51
13. Misas Negras (Sacrificio III) – 1:20
14. Chinga Tu Madre – 3:11
15. Verga del Brujo / Están Chingados – 3:43
16. Molestando Niños Muertos – 2:57
17. Machetazos (Sacrificio II) – 1:27
18. Castigo del Brujo – 1:44
19. Cristo de la Roca – 1:12

## Formazione
- Juan Brujo - voce
- Pinche Peach - seconda voce
- Asesino - chitarra
- El Hongo - chitarra
- Guero Sin Fe - basso
- Fantasma - basso, seconda voce
- El Greñudo - batteria
- Hozicon Jr. - "Director Diabolico"